# Atentát na Ismáíla Haníju
Atentát na Ismá'íla Haníju, předsedu politbyra Hamásu, byl spáchán ve středu 31. července 2024 v íránském městě Teherán ve 2:00 místního času (0:30 SELČ). K atentátu došlo po slavnostní inauguraci íránského prezidenta Masúda Pezeškjána. Spolu s Haníjou byl zabit také jeho osobní strážce. Podle íránských zdrojů byl proveden izraelským vojenským letectvem.

## Pozadí
Haníja byl palestinský politik a politický vůdce Hamásu, od roku 2017 předseda politbyra Hamásu. Od svého odchodu z Pásma Gazy v roce 2019 žil v Kataru. Ministerstvo zahraničí Spojených států jej v roce 2018 označilo za teroristu.
Od začátku války Izraele s Hamásem zavraždil Izrael několik vysokých představitelů Hamásu a Hizballáhu. Dne 2. ledna 2024 byl při leteckém útoku v Bejrútu zavražděn místopředseda politbyra Hamásu Sálih Arúrí. Dne 13. července 2024 se Izrael pokusil zavraždit velitele ozbrojeného křídla Hamásu Muhammada Dajfa. Jeho smrt oznámily Izraelské obranné síly 1. srpna. Několik hodin před Haníjovou smrtí byla oznámena smrt Fúáda Šukra, vysokého představitele Hizballáhu v Bejrútu.

## Atentát
Jako první informovaly o atentátu Íránské revoluční gardy, které však poskytly omezené informace a oznámily, že incident se prověřuje. Podle Hamásu byl Haníja zabit při „sionistickém náletu“. Libanonská televize al-Majádín, která má úzké vazby na Hizballáh, uvedla, že atentát byl proveden řízenou střelou odpálenou mimo území Íránu. Podle izraelských zdrojů byla raketa odpálena z nedaleké budovy. Íránské zdroje tvrdily, že útok byl proveden dronem vypuštěným na území Íránu. Podle deníku The New York Times byl Haníja zabit nástražným výbušným systémem.
Útok byl uskutečněn v době, kdy se Haníja nacházel v komplexu Sa'dábád. Poblíž místa útoku se nacházel také generální tajemník Palestinského islámského džihádu Zijád an-Nachaláh, který však neutrpěl zranění.
Spolu s Haníjou byl zabit také jeho osobní strážce, Wassím Abú Šabán, který se podílel na útoku na kibuc Nachal Oz v roce 2014, při kterém zahynulo pět izraelských vojáků.

## Následky
Nejvyšší vůdce Íránu Alí Chameneí v reakci na atentát nařídil přímý útok na Izrael.
Několik hodin po oznámení Haníjovy smrti se brigády Izz ad-Dína al-Kassáma přihlásily k odpovědnosti za střelecký a bodný útok poblíž Hebronu, při němž byl vážně zraněn jeden Izraelec. Uvedly, že útok byl odvetou za vraždu Haníji, a naznačily, že v oblasti Hebronu dojde k dalším útokům.
Armáda Spojených států amerických vyslala do oblastí 4000 příslušníků námořní pěchoty a 12 lodí včetně USS Theodore Roosevelt (CVN-71), osmi torpédoborců a tří výsadkových lodí ze třídy Wasp.
Letecké společnosti jako FlyDubai, Delta, Air India, Air Baltic, Lufthansa, United a Austrian Airlines pozastavily své lety do Izraele.

## Reakce
- Čína: Mluvčí ministerstva zahraničních věcí Lin Ťien atentát odsoudil a uvedl, že vláda je „hluboce znepokojena tím, že tento incident může vést k další nestabilitě v regionu“.[24]
- Egypt: Ministerstvo zahraničí uvedlo: „Atentát na Ismáíla Haníju svědčí o tom, že Izrael nemá politickou vůli k příměří.[25]
- Hamás: Vysoce postavený představitel Hamásu Músa Abú Marzúk řekl, že zabití Haníji bylo „zbabělým činem, který nezůstane bez odpovědi“.[26]
- Indonésie: Prezident Joko Widodo odsoudil atentát jako politické násilí a požádal lid, aby jej odsoudil.[27] Ministerstvo zahraničních věcí atentát rovněž odsoudilo a uvedlo, že tento akt povede k další destabilizaci regionu.[28]
- Írán: Nejvyšší vůdce Alí Chameneí uvedl, že „je povinností Íránu pomstít Haníju a slíbil, že Izrael tvrdě potrestá“.[29] Mluvčí ministerstva zahraničí prohlásil, že atentát byl proveden v rámci „plánu na genocidu Palestinců“.[30]
- Irák: Vláda operaci důrazně odsoudila a označila ji za porušení mezinárodního práva a hrozbu.[31]

- Izrael: Izraelské obranné síly odmítly komentovat Haníjovu smrt.[32] Několik členů vlády Benjamina Netanjahua atentát schválilo a naznačilo, že útok byl proveden Izraelem.[33]
- Japonsko: Země vyjádřila obavy z totální války v regionu.[34]
- Jordánsko: Ministerstvo zahraničí zabití odsoudilo a vyjádřilo soustrast palestinskému národu a příbuzným obětí útoku.[35]
- Malajsie: Vláda atentát odsoudila a vyzvala k dialogu.[36]
- Německo: Vláda vyzvala k „maximální zdrženlivosti“ a deeskalaci situace.[37]
- Nizozemsko: Krajně pravicový politik Geert Wilders atentát ocenil a napsal: „S pánem bohem“.[38]
- Omán: Země vydala prohlášení, ve kterém označila atentát za „hrubé porušení mezinárodního práva“.[39]
- Organizace spojených národů: Na žádost Íránu se konalo mimořádné zasedání Rady bezpečnosti OSN,[40] na kterém Čína, Rusko a Alžírsko atentát odsoudily.
- Pákistán: Vláda atentát odsoudila a varovala před izraelským „avanturismem v regionu“.[41]
- Palestinská autonomie: Prezident Mahmúd Abbás atentát odsoudil, označil ho za „zbabělý čin a vážnou eskalaci“ a vyzval k jednotě palestinského lidu.[42] Bývalá členka Organizace pro osvobození Palestiny Hanán Ašráwí prohlásila, že Izrael zavraždil Haníju „gangsterským stylem“ s cílem „rozdmýchat celý region“.[43]
- Palestinský islámský džihád: Skupina vydala prohlášení: „Truchlíme spolu s palestinským lidem a arabským a islámským národem nad Haníjovou smrtí“.[44]
- Rusko: Náměstek ministra zahraničních věcí Michail Bogdanov atentát odsoudil a označil jej za „nepřijatelnou politickou vraždu“.[45] Tiskový mluvčí prezidenta Dmitrij Peskov prohlásil, že Kreml „důrazně odsuzuje“ vraždu, která brání míru v celém regionu.[46]
- Spojené státy americké: Ministr zahraničních věcí Antony Blinken uvedl, že Izrael neinformoval Washington o svém záměru zavraždit Haníju.[47] Ministr obrany Lloyd Austin řekl, že Spojené státy podpoří Izrael, pokud bude napaden.[48]
- Srí Lanka: Prezident Ranil Vikremesinghe atentát odsoudil.[49]
- Turecko: Prezident Recep Tayyip Erdoğan odsoudil zabití svého spojence a „bratra“ Haníji a prohlásil, že cílem útoku bylo narušit palestinskou věc a že „sionistické barbarství nedosáhne svých cílů“.[50] Ministerstvo zahraničních věcí atentát odsoudilo a uvedlo, že vláda premiéra Benjamina Netanjahua „nemá v úmyslu dosáhnout míru“.[51]